# Shōtoku Taishi
Príncipe Shōtoku (聖徳太子, Shōtoku Taishi, 7 de fevereiro de 574 – 8 de abril de 622), conhecido também como Príncipe Umayado (厩戸皇子, Umayado no ōji) ou Príncipe Kamitsumiya (上宮皇子, Kamitsumiya no ōji), foi um regente semi-lendário e político influente do período Asuka, no Japão sob o domínio da Imperatriz Suiko. Era filho do Imperador Yōmei e sua consorte, a princesa Anahobe no Hashihito, que também era sua meia-irmã. Seus pais eram parentes do clã Soga e esteve envolvido na derrota do clã Mononobe. Os feitos e a vida do príncipe Shōtoku estão registrados no Nihon Shoki.

Gerações se sucederam cultuando a figura do Príncipe Shōtoku como o protetor do Japão, da família imperial e do budismo. Figuras religiosas importantes como Saichō, Shinran entre outros alegam ter inspiração e visões atribuídas ao príncipe.

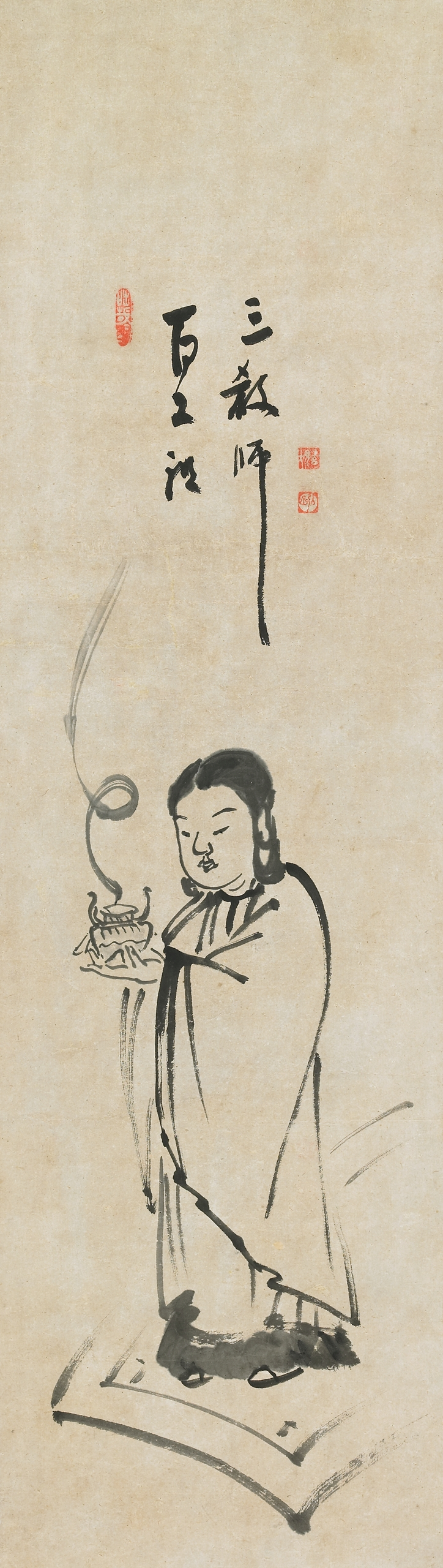
Shotoku Taishi, por Kogan Zenji

Shōtoku foi apontado como regente (Sesshō) em 593 pela Imperatriz Suiko, sua tia. Inspirado pelos ensinamentos de Buda, ele conseguiu estabelecer um governo centralizado durante seu reino. A ele é atribuída a Constituição em Dezessete Artigos do Japão.
Budista fervoroso, atribui-se a ele a autoria do Sangyō Gisho ou Comentários Anotados sobre os Três Sutras (o Sutra do Lótus, Sutra Vimalakirti e sutra Śrīmālādevī Siṃhanāda. O primeiro deles é comumente datado em 615, tornando-o o primeiro texto japonês e, por consequência tornando Shōtoku o primeiro escritor do país.
Uma lenda diz que quando Bodhidharma foi ao Japão, ele conheceu o príncipe Shōtoku estando disfarçado de um mendigo faminto. O príncipe então pediu que o mendigo se identificasse, mas o homem não respondeu. Ao invés de simplesmente ignorar e seguir seu caminho, Shōtoku deu-lhe comida, bebida e o cobriu com seu manto púrpura, dizendo-lhe para "mentir em paz" e cantou-lhe uma canção.
No segundo dia de visita, o príncipe mandou um mensageiro ao mendigo, mas ele já estava morto. O príncipe ficou devastado com a notícia e ordenou o funeral do homem. Shōtoku depois concluiu que aquele não era um homem qualquer e mandou outro mensageiro, que constatou que o túmulo não havia sido mexido. Ao abrirem a sepultura, não havia corpo lá dentro, apenas o mando púrpura do príncipe estava dentro do caixão. Shōtoku usaria o manto como sempre usara antes, sem se abalar pela experiência. Abismado o povo idolatrada o príncipe, dizendo que um sábio reconhece outro sábio. A lenda está ligada ao tempo de Daruma-dera, em Ōji, próximo a Nara.
Príncipe Shōtoku fundou o templo Shitennō-ji, na Província de Settsu, hoje Osaka, após uma campanha militar bem sucedida contra o poderoso clã Mononobe. O templo de Hōryū-ji, na província de Yamato, também está ligado ao seu nome, bem como vários templos da região de Kansai. Hōryū-ji teria sido fundado pelo príncipe e pela imperatriz Suiko, em 607. Escavações arqueológicas em 1939 confirmaram que o palácio de Shōtoku, o Ikaruga no miya (斑鳩宮), localizava-se na parte leste do atual complexo do templo, onde o Tō-in (東院) hoje se encontra.
Normalmente atribui-se a Shōtoku a fundação do budismo japonês, mas também lhe é atribuído um profundo respeito ao xintoísmo (em japonês: 神道, transl. Shintō) e que ele nunca visitava um templo budista sem antes visitar templos xintoístas.
Em uma de suas correspondências com o imperador chinês Sui Yangdi está registrado pela primeira vez o nome pelo qual o arquipélago japonês era chamado, Nihon.
Acredita-se que Shōtoku esteja enterrado em Shinaga, na província de Kawachi, hoje sob administração de Osaka.